# Шарипов, Мухамадчон Миралиевич
Мухамадчон Миралиевич Шарипов (тадж. Мухамадчон Миралиевич Шарипов; род. 14 сентября 1998, Куляб, Хатлонская область), более известный как Мухамад (тадж. Мухамадчон) — таджикский игрок в мини-футбол. Нападающий таджикского клуба «Соро Компания» и сборной Таджикистана по мини-футболу. Воспитанник Республиканской школы высшего спортивного мастерства (РШВСМ) города Душанбе.

## Достижения
- Трёхкратный победитель ПФЛТ: 2018,2019, 2021[1].
- Двукратный серебряный призёр ПФЛТ: 2017, 2020
- Двукратный победитель Кубка Таджикистана по футзалу: 2020, 2021
- Победитель Суперкубка Таджикистана по футзалу: 2021[2].
- Победитель международного турнира Кубок БК «Олимп»: 2019.

## Личные достижения
- Лучший игрок года в Таджикистане по футзалу: 2019
- Лучший игрок финала Кубка Таджикистана: 2021